# Microdipoena saltuensis
Espèce
Synonymes
- Mysmena saltuensis Simon, 1895

Microdipoena saltuensis est une espèce d'araignées aranéomorphes de la famille des Mysmenidae.

## Distribution
Cette espèce est endémique du Sri Lanka.

## Description
La femelle holotype mesure 1 mm. La femelle décrite par Brignoli en 1980 mesure 1,06 mm.

## Publication originale
- Simon, 1895 : Études arachnologiques. 26e. XLI. Descriptions d'espèces et de genres nouveaux de l'ordre des Araneae. Annales de la Société Entomologique de France, vol. 64, p. 131-160 (texte intégral).